# Réseau de vallons d'altitude à Caricion
Réseau de vallons d'altitude à Caricion este o arie protejată (sit de importanță comunitară — SCI) din Franța întinsă pe o suprafață de 9.498 ha, integral pe uscat.

## Localizare
Centrul sitului Réseau de vallons d'altitude à Caricion este situat la coordonatele 45°29′13″N 7°00′22″E / 45.48694°N 7.00611°E.

## Înființare
Situl Réseau de vallons d'altitude à Caricion a fost declarat arie specială de conservare în baza directivei 92/43 din 1992 referitoare la conservarea habitatelor naturale și a faunei și florei sălbatice pentru a proteja 1 specie de animale.

## Biodiversitate
Situată în ecoregiunea alpină, aria protejată conține 2 habitate naturale: Formațiuni pioniere alpine de Caricion bicoloris-atrofuscae, Pajiști boreale și alpine pe substrat silicios.
La baza desemnării sitului se află o specie protejată de  nevertebrate: fluturele auriu (Euphydryas aurinia).